# Белгрейд (Монтана)
Вижте пояснителната страница за други значения на Белгрейд.
Белгрейд (на английски: Belgrade) е град в окръг Галатън, щата Монтана, САЩ. Белгрейд е с население от 8556 жители (2017) и обща площ от 4,3 km². Намира се на 1359 m надморска височина. ЗИП кодът му е 59714, а телефонният му код е 406.